# 深圳地铁南车株机电动列车
深圳地铁南车株机电动列车，是深圳地铁的一款载客列车，于深圳地鐵1號綫、5號綫行走。列车由南车株洲电力机车有限公司制造。

## 历史
2007年6月25日，深圳市地铁有限公司与南车株洲电力机车签订车辆采购合同，订购括26列、156辆A型地铁车辆，用于深圳地铁1號綫续建工程。这是首个由中国企业自主投标、自主研制、具有自主知识产权的A型地铁车辆项目。首列车于2008年9月13日在株洲下线，同年12月23日运抵深圳，并于2009年8月9日起投入运营。
2009年5月9日，深圳地铁再向南车株机订购30列、180辆A型地铁车辆，用于5號綫。合同总金额13亿元。首列车于2010年9月11日运抵深圳，并于2011年6月22日随5號綫全线通车而投入运营。
2014年8月26日，1号线首列增购车在湖南下线。
2018年3月19日，1號線1551/1556編組列車化身「藍色車廂」，以宣傳「地球一小時」環保行動。

## 特点

### 1号线2009年增购型

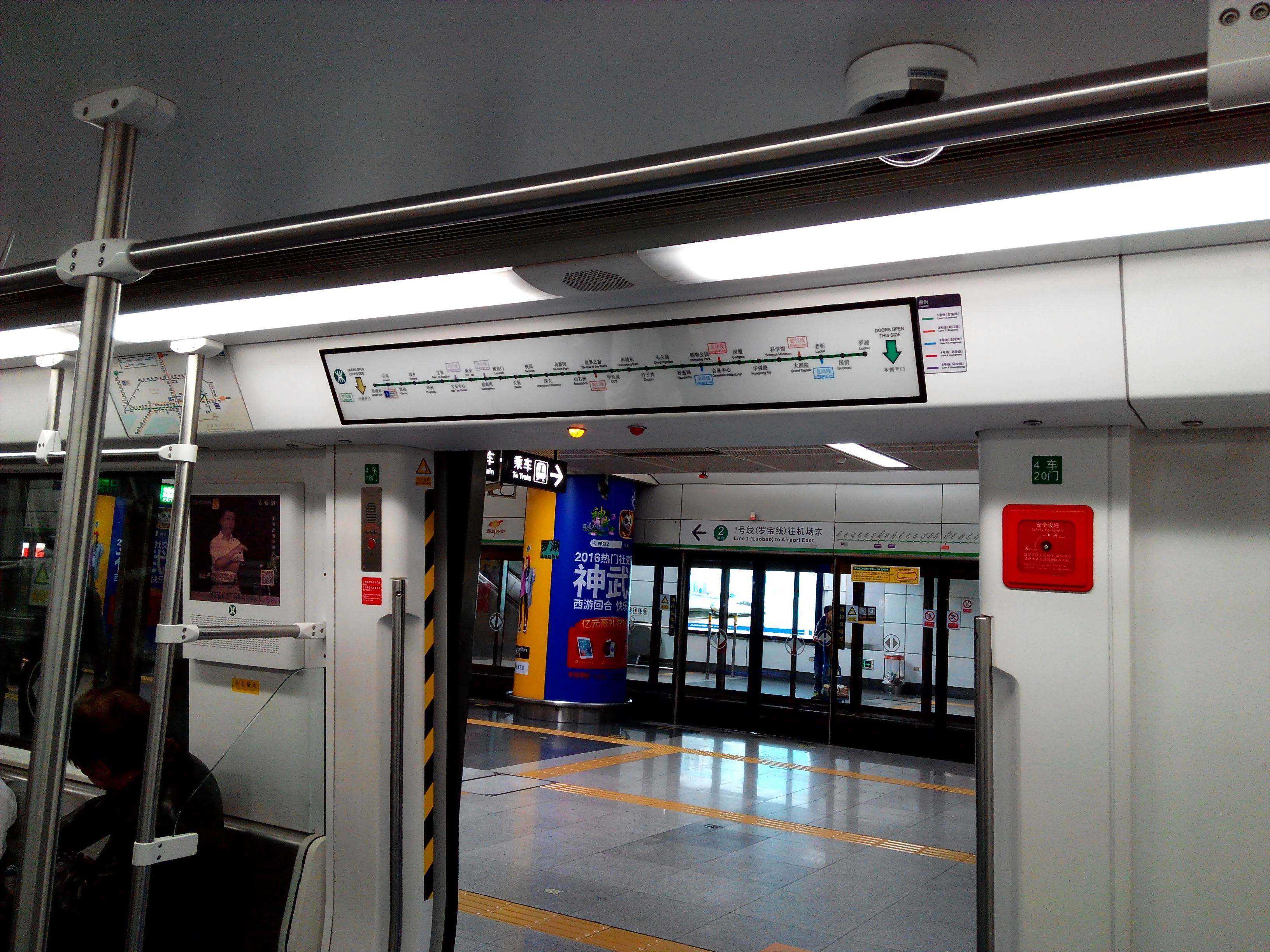
1号线2009年增购列车闪灯线路图

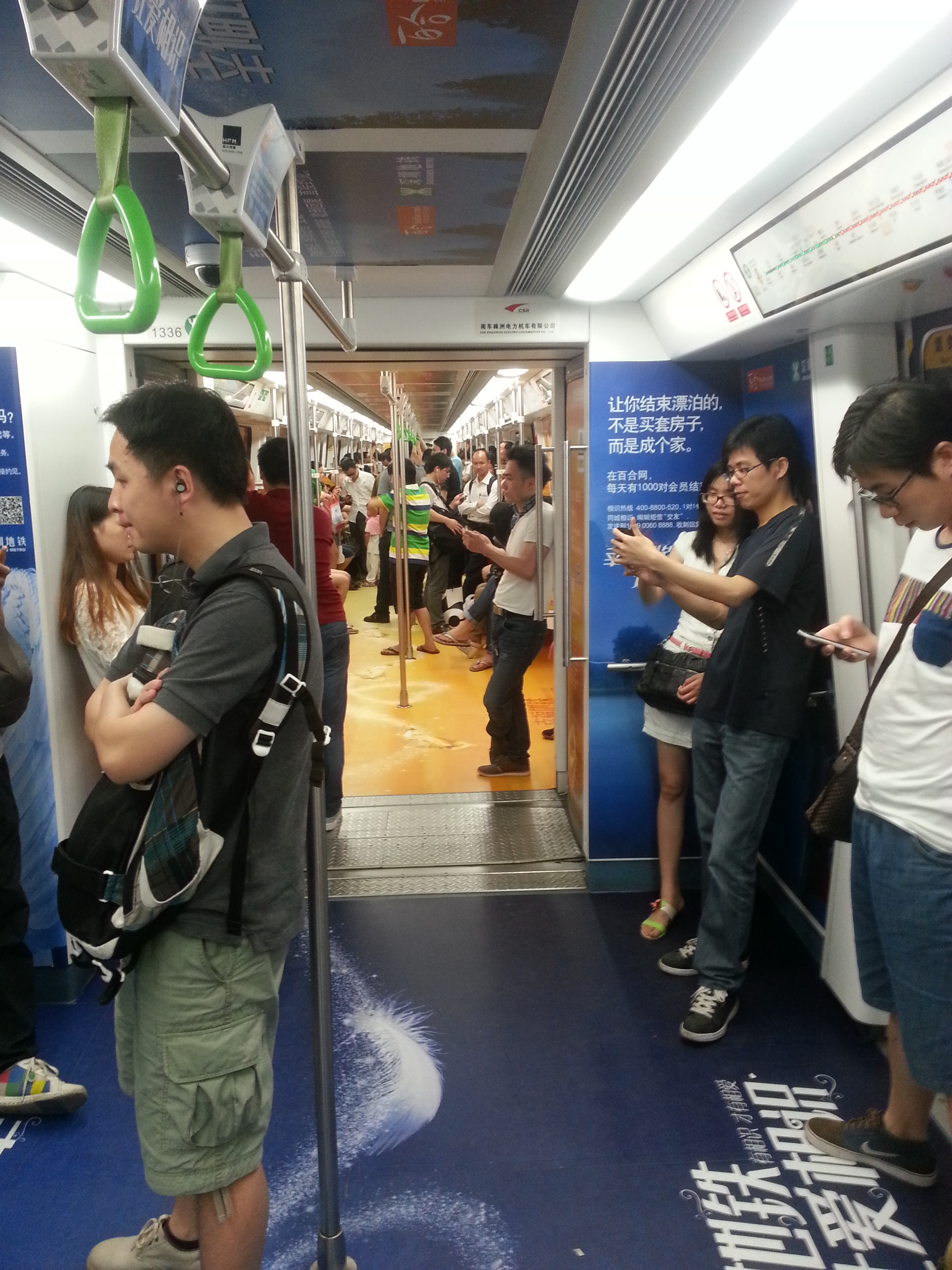
1號綫车厢内部的广告

1號綫列车以株洲电力机车有限公司作为该项目的承包方和技术总负责方，负责列车上所有技术的集成。但关键部件仍需进口。其中，牵引系统、辅助系统和列车总线控制系统等电气部件由德国西门子公司制造，制动系统为克诺尔公司的EP2002系统。主要技术特征：
- 列车编组为4动2拖。供电方式为1500V架空接触网。最高运行速度80 km/h。
- 车体结构为鼓型，列车两端为准流线形，车体设计寿命30年。
- 转向架为无摇枕转向架，构架采用高强度低合金钢板焊接H型结构。采用二级悬挂系统，一系为人字型金属橡胶簧，二系为空气弹簧。
- 牵引控制系统采用架控方式，由1台逆变器驱动4台牵引电机，逆变器模块采用IGBT元件。

這批列車技術上除了除中車株機自主研發技術外，亦融合了西門子模組化列車的平台。特別是參考了上海地鐵AC-05型列車。這款列車的外觀設計由保時捷設計負責。

### 1号线2012年增购型
2012年，为了应付深圳地铁三期工程建成开通后客流的需要，深圳地铁集团年分别向南车株洲电力机车有限公司、北车长春轨道客车股份有限公司分别订购了33列、38列车供1号线、2号线、5号线使用，其中1号线使用南车株机型，共33列（列车编号为153-185）；2号线增购17列车（列车编号为236-252），5号线增购21列车（编号为531-551）。同5号线的8列国产牵引列车一样，1号线的列车采用南车株洲电力机车（现中车株洲电力机车）自主研发的株洲南车时代牵引，但列车的加速性能等比5号线的列车有很大提升。
2014年8月26日，1号线首列增购车（列车编号154）在湖南下线。

#### 车身
车身采用同往期列车一样的设计，但在车灯周围加了一层LED灯带，照明效果更好。

#### 紧急通风窗
同港铁列车一样，新车在每节车厢增设4个紧急通风窗，在紧急情况下可以打开窗户使空气流通，正常情况下窗户是锁闭的。

#### 丝印标示、陶瓷喷涂工艺
相较于传统的油漆喷涂工艺，1号线新列车采用陶瓷喷涂工艺除了更美观外，其使用寿命更长，更耐刻画与摩擦损害，不容易积灰，便于清洗。列车内的标示也采用丝印标识（英語：silk screen），相较于贴纸而言，丝印标识更干净、整洁，但是不易清洗。

#### 折叠椅
相较于深圳地铁二期工程列车，新车增加了更多的多功能座椅，腾出更多空间。在车厢编号为1XX2-1XX5的车厢里，每节车厢设3个折叠椅，在高峰期时可以收起来增加更多空间，每列车最高载客量为2564人。

#### 可控空调
本次新车的空调采用智能技术，能根据车厢内乘客的数量，自动调节空调档位，实现“人多多吹风，人少少吹风”的节能目标。

#### 电制动技术
同11号线的列车一样，该款列车采用最先进的电制动技术，在刹车时可以将发出来的电回馈电网，达到节电目的。

### 5號綫

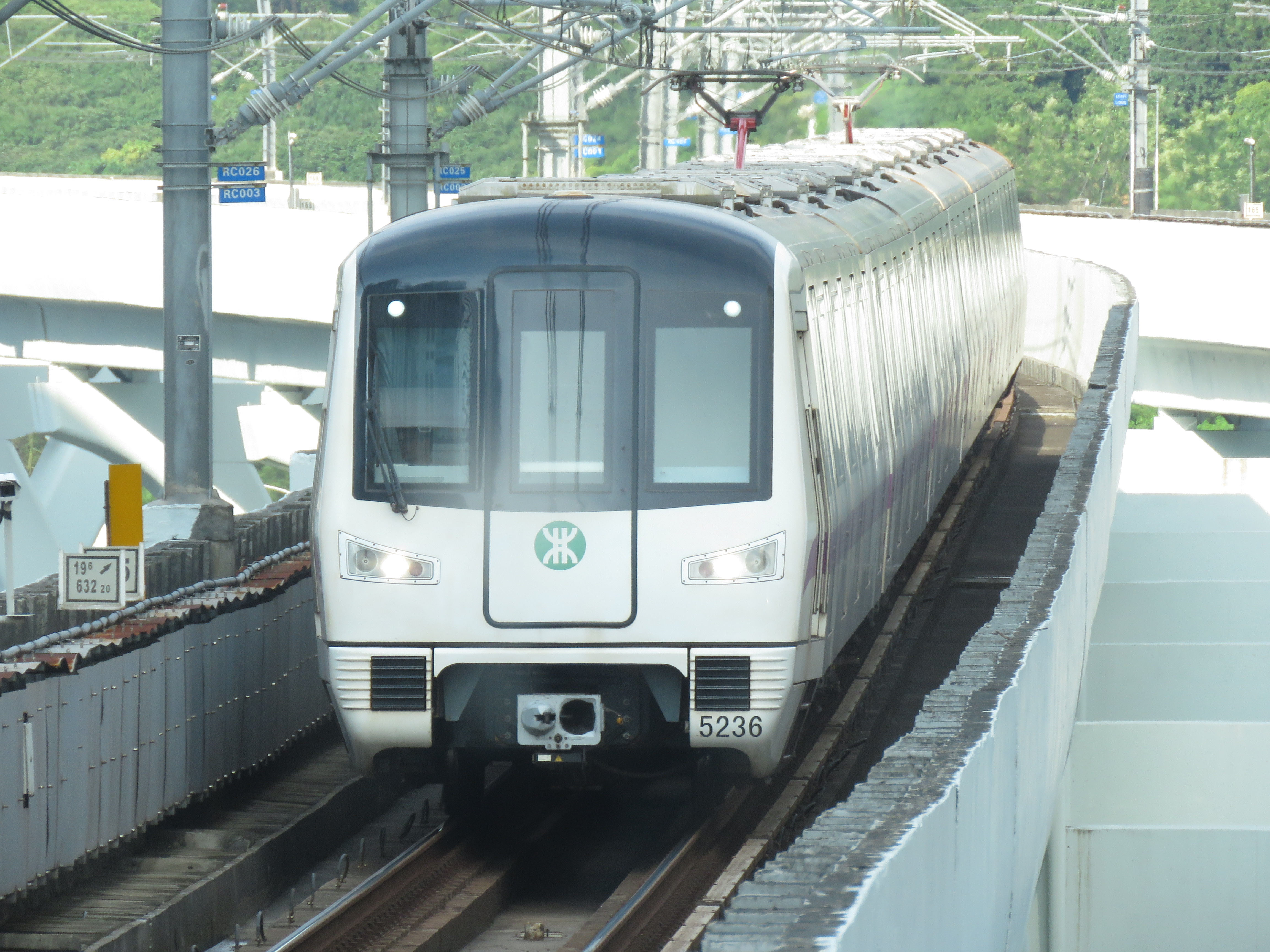
5号线列车

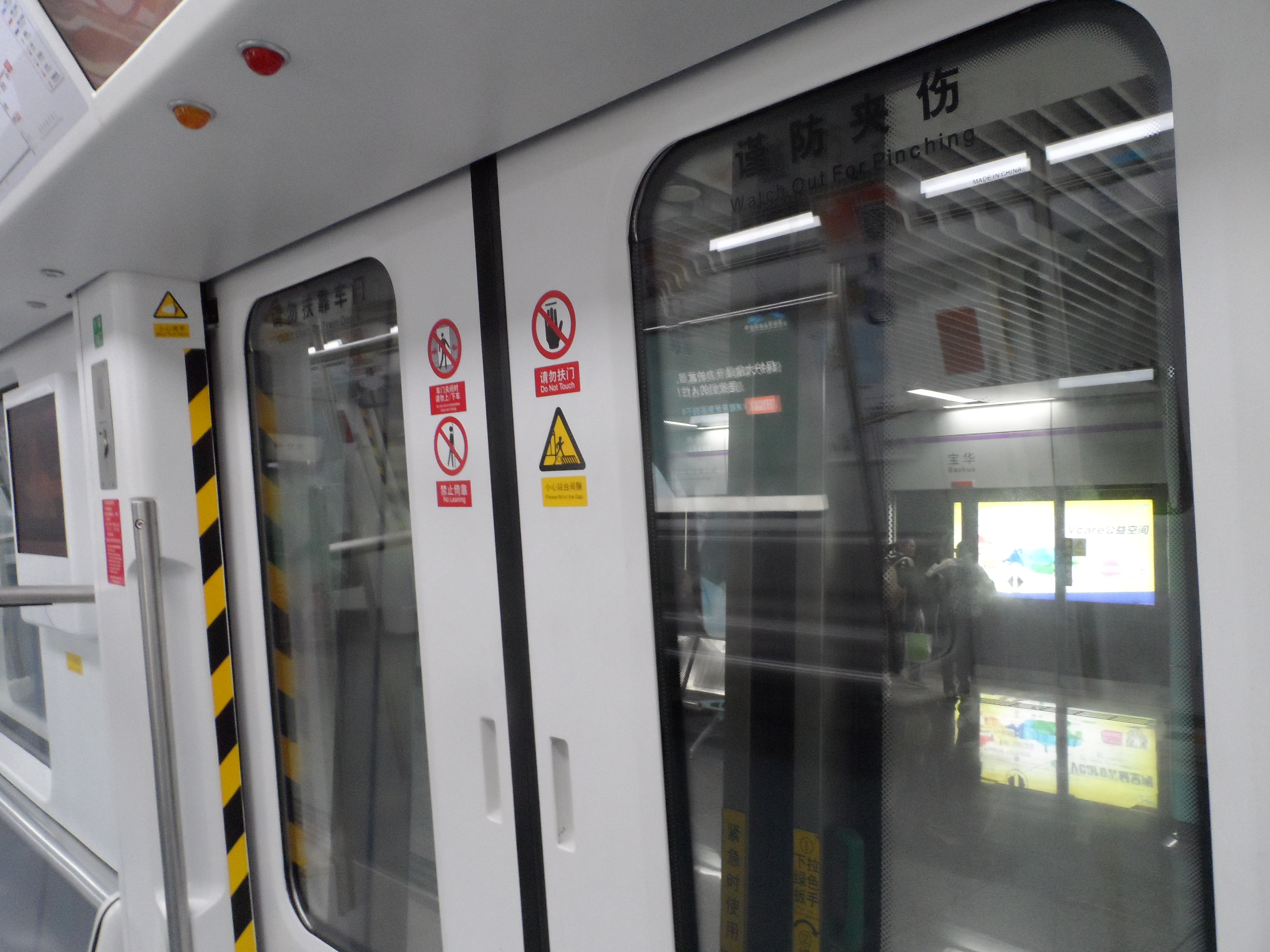
列车车门

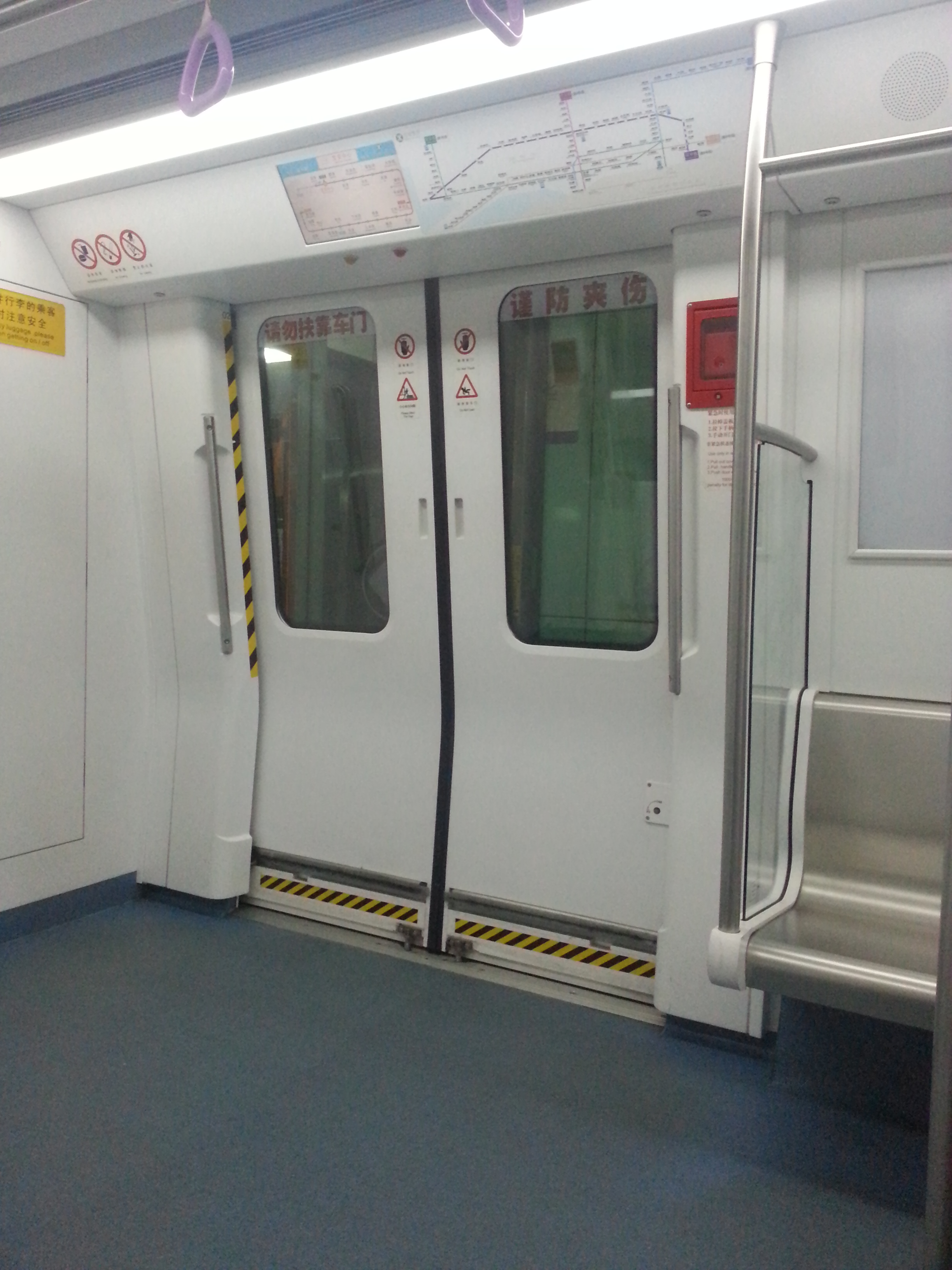
5號綫车门上方安装了液晶显示屏

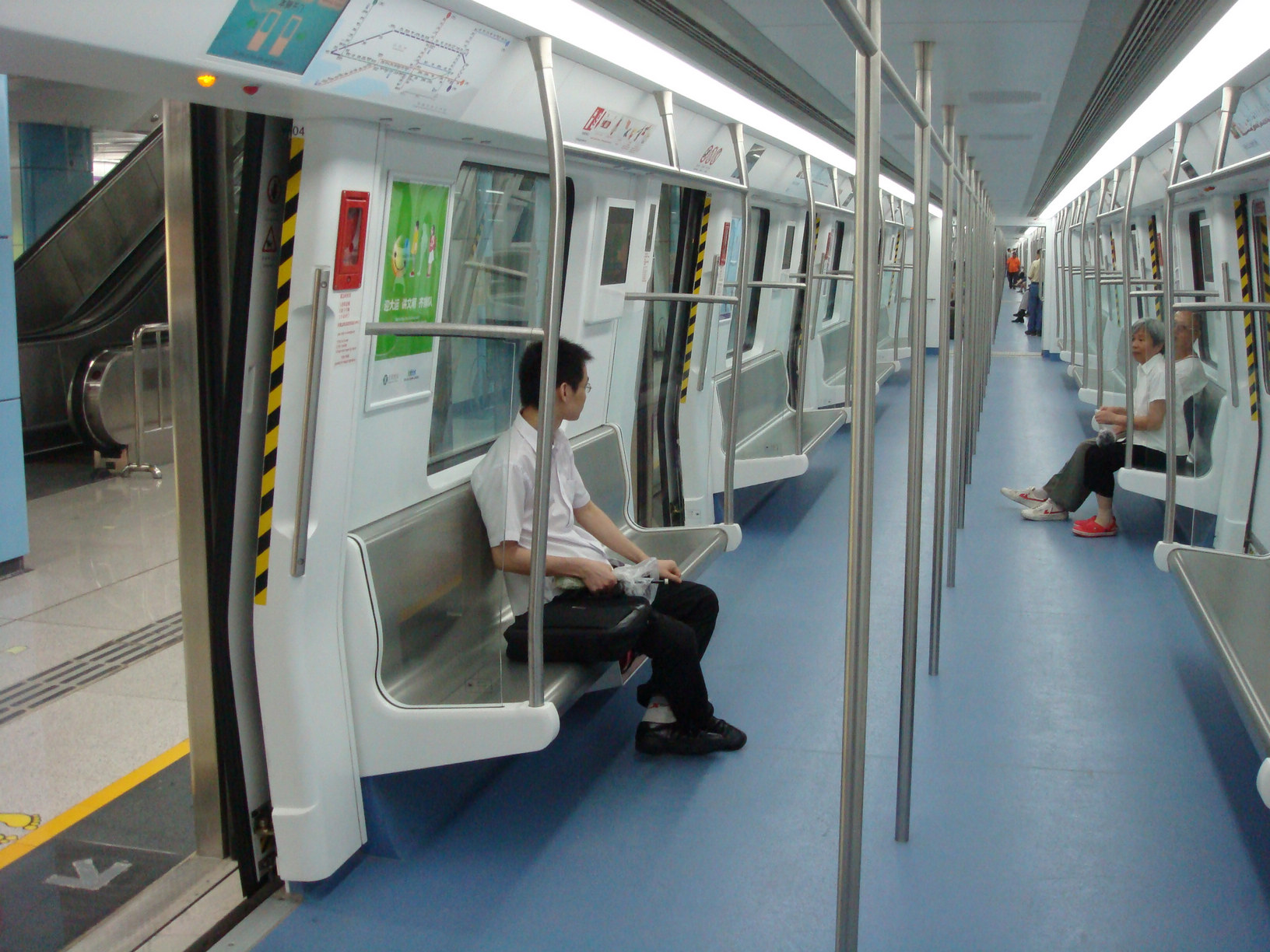
车厢内部

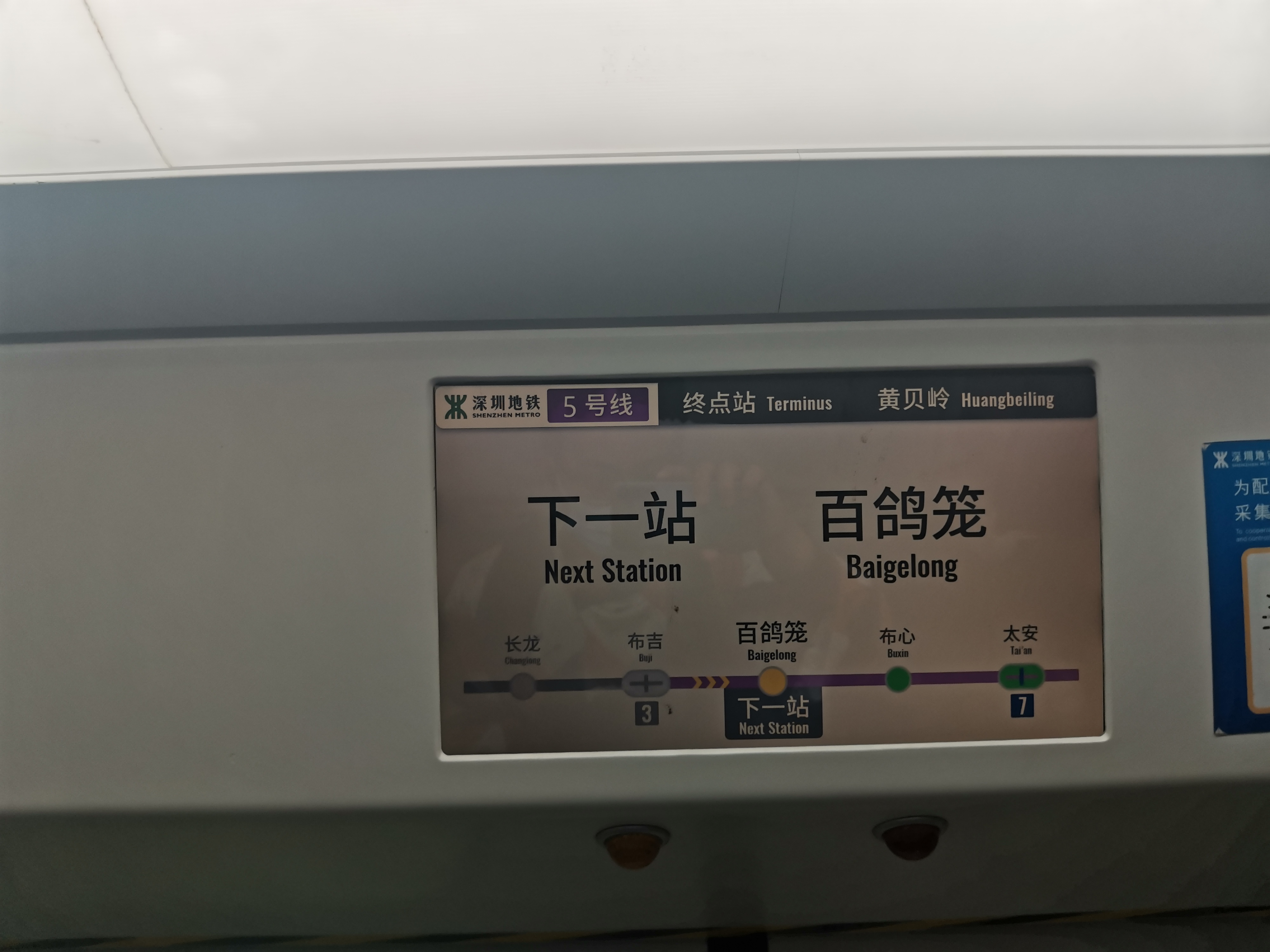
第三代报站显示

5號綫车辆有进口牵引系统和国产牵引系统两种型号。应中国城市轨道交通产业政策调整和装备国产化的要求，30列车中的8列采用由株洲南车时代电气股份有限公司研发的拥有自主知识产权的网络控制系统和牵引传动系统。国产化率由此前1號綫列车的70%，提升到了90%以上。此外亦有数项技术改进。
- 空调采用大功率并联的四压缩机组。
- 照明采用集中控制的LED节能系统，较同等照度的荧光灯照明，可节能约40%。
- 以液晶显示屏代替闪灯图，显示内容可根据需要而变化。

## 列车编组

### 1号线
| 车厢编号/車種 | 駕駛室 | 電動機 | 集電弓   | 折叠椅 |
| ------------- | ------ | ------ | -------- | ------ |
| 1XX1/Tc       | O      | X      | X        | X      |
| 1XX2/Mp       | X      | O      | O/（II） | （II） |
| 1XX3/M        | X      | O      | X        | （I）  |
| 1XX4/M        | X      | O      | X        | （I）  |
| 1XX5/Mp       | X      | O      | O/（I）  | （II） |
| 1XX6/Tc       | O      | X      | X        | X      |